# Virola marleneae
Virola marleneae är en tvåhjärtbladig växtart som beskrevs av William Antônio Rodrigues. Virola marleneae ingår i släktet Virola och familjen Myristicaceae. Inga underarter finns listade i Catalogue of Life.